# 角鼻龍科
角鼻龍科（Ceratosauridae）是獸腳亞目恐龍的一科，屬於角鼻龍下目。本科的模式屬為角鼻龍，首次發現於北美洲的侏儸紀岩層。角鼻龍科包含兩個屬，分別為：發現於北美洲、坦尚尼亞、以及葡萄牙的角鼻龍，以及生存於白堊紀阿根廷的銳頜龍。除此之外，各地還發現一些可能屬於角鼻龍科的化石，來自於馬達加斯加（侏儸紀中期）、瑞士（侏儸紀晚期）、以及烏拉圭（侏儸紀晚期或白堊紀早期）。

## 分類
在1884年，奧塞內爾·查利斯·馬什（Othniel Charles Marsh）建立角鼻龍科，當時只包含角鼻龍屬。之後有許多種被歸類於角鼻龍科，目前的確認種包含：角鼻角鼻龍（C. nasicornis）、碩大角鼻龍（C. ingens）、C. dentisulcatus、大角角鼻龍（C. magnicornis）、以及銳頜龍。目前還沒有角鼻龍科的親緣分支分類法研究。

## 辨別方式

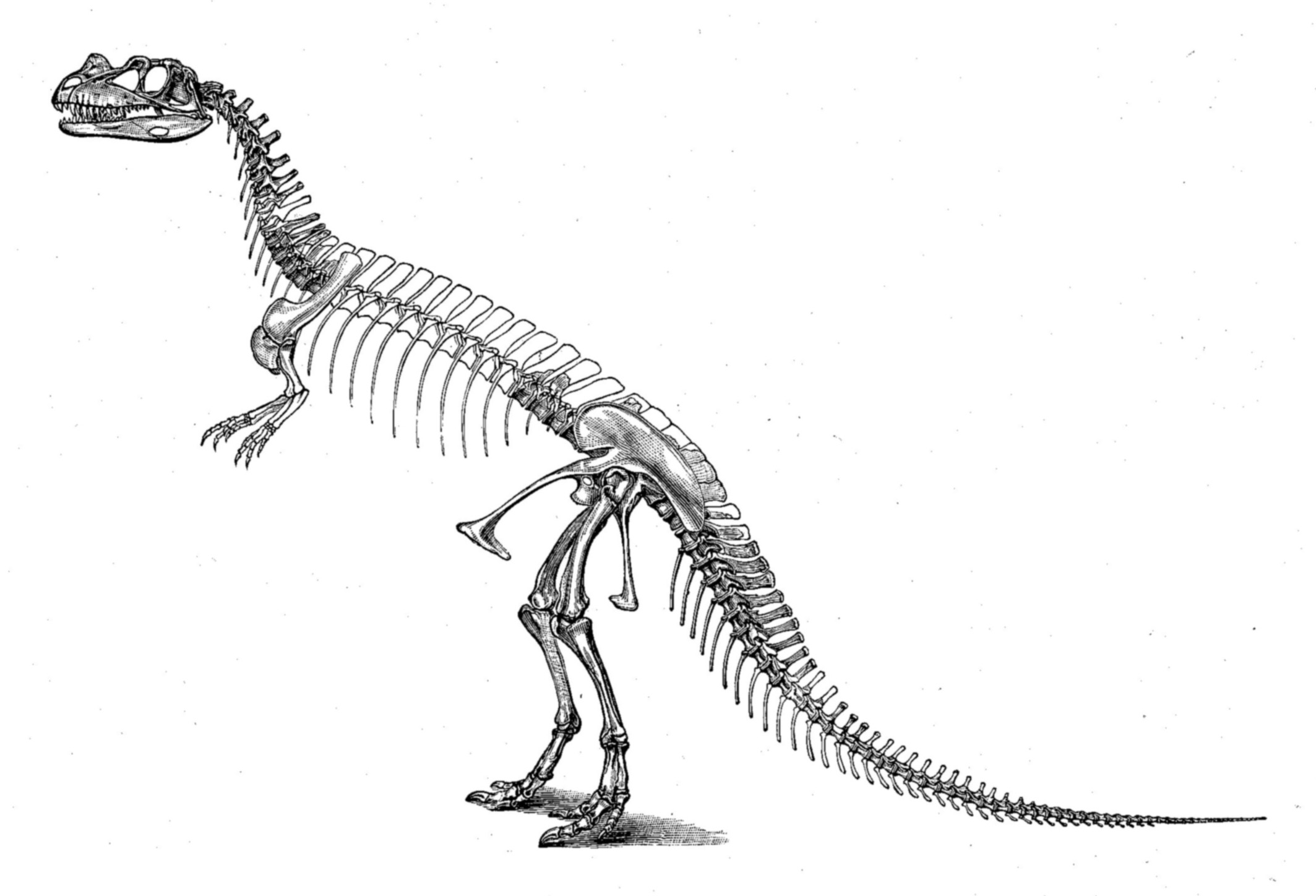
一個過去的角鼻龍骨骼重建

角鼻龍科恐龍可從頭部的角狀物來與其他角鼻龍下目恐龍分別開來。然而，目前並沒有發現銳頜龍的完整頭顱骨，無法確定角鼻龍科的共有衍徵、自新徵，而必須利用其他方式辨別牠們。角鼻龍與阿貝力龍的身體結構類似，但角鼻龍的前肢有4個手指，而非阿貝力龍的3個手指。銳頜龍可從前上頜骨的重疊牙齒，以及上頜骨的橫向扁平牙齒來辨別，而上頜骨牙齒比前上頜骨牙齒還長。
目前已知角鼻龍有兩種形態的牙齒：其中一種有長齒齦，而另外一種有平滑的琺瑯質。兩種型態的牙齒都具有剖面為淚滴形的齒冠，中間有齒脊。這些牙齒的剖面隨者所處位置而有不同，前部牙齒的剖面較不對稱。

## 環境
角鼻龍科的化石發現於莫里遜組與敦達古魯，這使得角鼻龍科擁有類似類似大型掠食者的生態位。在北美洲，角鼻角鼻龍可能與脆弱異特龍競爭獵物，例如該地區常見的蜥腳下目恐龍。在非洲與歐洲，銳頜龍可能與其他大型掠食動物競爭類似的食物。在克利夫蘭勞埃德採石場發現了角鼻角鼻龍與數隻異特龍科的化石，顯示角鼻龍科與其他掠食動物共同生存。

## 發現地點
- 美國科羅拉多州乾梅薩採石場 / 角鼻龍
- 美國猶他州克利夫蘭勞埃德採石場 / 角鼻龍
- 坦尚尼亞姆特瓦拉區敦達古魯 / 銳頜龍
- 葡萄牙New Amoreira Porto組 / 銳頜龍
- 阿根廷丘布特省Cañadón Grande / 銳頜龍

備註：乾梅薩採石場與克利夫蘭勞埃德採石場都是莫里遜組的一部分。